# Daniel Eberhart Dolp
Daniel Eberhart Dolp (* 19. September 1702 in Nördlingen; † 8. August 1771 ebenda) war ein deutscher Jurist und Bürgermeister der freien Reichsstadt Nördlingen.

## Leben

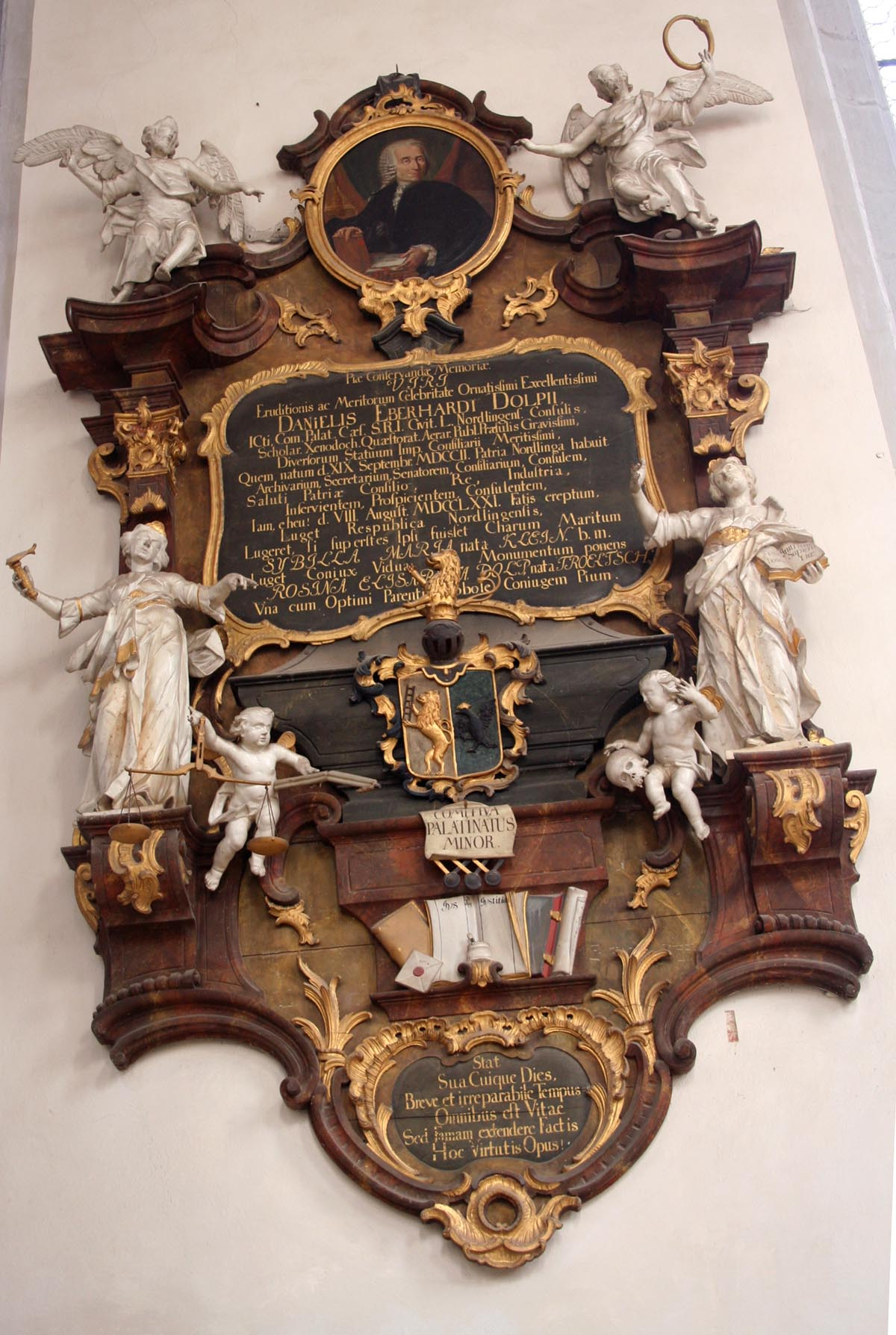
Epitaph Daniel Eberhart Dolps in der Nördlinger St.-Georgs-Kirche

Daniel Eberhart Dolp wurde als Sohn des Nördlinger Schulmanns Georg Friedrich Dolp geboren. Er studierte Jura an den Universitäten Jena, Halle und Leipzig. In Halle schloss er sich besonders an den Rechtshistoriker Johann Peter von Ludewig an, wovon seine erste Veröffentlichung Zeugnis ablegt: In einer anonymen Schrift verteidigte er seinen akademischen Lehrer gegen Angriffe aus dem Lager Christian Thomasius’. Nach dem Studium war Dolp zunächst als Hofmeister tätig. Anschließend übernahm verschiedene Ämter in seiner Vaterstadt, zuletzt (von 1761 bis zu seinem Tod) das Amt des Bürgermeisters und obersten Schulaufsehers (Protoscholarch). Aufgrund seiner großen juristischen Sachkenntnis beriefen ihn mehrere Reichsstände zu ihrem Berater. Im Jahr 1756 wurde ihm in Anerkennung seiner Verdienste der Titel eines kaiserlichen Hofpfalzgrafen verliehen.
Dolp war zweimal verheiratet. Aus seiner ersten Ehe mit Sibilla Maria, geborene Klein, überlebte ihn der Sohn Daniel Heinrich, der später im Rang eines Majors starb; aus seiner zweiten Ehe mit Rosina Elisabetha, geborene Tröltsch, gingen drei Töchter und der Sohn Anton Jacob hervor, der 1766 von ihm die Position des Ratskonsulenten übernahm und 1804 zum kurfürstlich bayerischen Stadtkommissar in Nördlingen avancierte.
Daniel Eberhart Dolp befasste sich in zahlreichen Schriften mit rechtsgeschichtlichen Fragen, insbesondere aus der Stadtgeschichte Nördlingens. Eine Bibliographie seiner Schriften bietet der biographische Artikel in Clemens Alois Baaders „Lexikon verstorbener baierischer Schriftsteller des achtzehenten und neunzehenten Jahrhunderts“.
Nach Dolps Tod ließen Witwe und Kinder zwei Leichenpredigten drucken; sein Freund Georg Wilhelm Zapf verfasste einen Nekrolog. Dolps Epitaph befindet sich an der Nordseite des Chors der St.-Georgs-Kirche in Nördlingen.

## Werke
- (anonym): Eilfertige Gedancken über einige Nachrichten welche Nicolaus Veridicus Impartialis Bohemus in einem unpartheyischen Sendschreiben seinem guten Freund in B. von dem neuesten Staat in Halle mitgetheilet und die Nachricht von einigen Begebenheiten zu Halle, besonders von Tit. pl. Herrn Chr. Thomasio, zum Druck befördert von Lamberto Probino Symzero, Meclenb. o. O. 1724 (online). Reprint in: Stefan Borchers (Hrsg.): Vier Schriften zum Ende von Wolffs erster Lehrperiode an der Universität Halle. Georg Olms, Hildesheim, Zürich, New York 2012 (= Christian Wolff: Gesammelte Werke. Abt. III: Materialien und Dokumente, Bd. 130), ISBN 978-3-487-14321-7, S. 45–52.
- (anonym): Kurtze, jedoch gründliche Ausführung daß die Reichs-Stadt Nördlingen in Schwaben, nicht erst 1251. zur Reichs-Immedietaet gelanget, wie bißhero und jüngsthin von T. Hrn. Hof-Rath von Falckenstein in der zweyten Nachlese seiner Antiquitat. Nordgaviensium davor gehalten worden, mit einig- noch nie zum Vorschein gebrachten alten Urkunden. Mundbach, Nördlingen 1735 (online).
- Gründlicher Bericht Von dem alten Zustand, und erfolgter Reformation Der Kirchen, Clöster und Schule in des H. Reichs Stadt Nördlingen und ihrem angehörigen Gebiet. Ingleichem Von denen in der Stadt annoch befindlichen geistlichen Casten- und andern Häussern. Mundbach, Nördlingen 1738 (online).
- (anonym): In den Rechten und Geschichten bestgegründete Widerlegung einer so rubricirten Druck-Schrifft: Species facti cum deductione ex actis eorumque circumstantiis, in Sachen des Herrn Grafen zu Oettingen-Wallerstein contra das Closter Neresheim, punct. Mandat. de non turbando in possessione vel quasi Jurisdictionis Territorialis. In: Johann Jacob Moser (Hrsg.): Teutsches Staats-Archiv, oder Sammlung derer neuest- und wichtigsten Reichs-, Crays- und anderer Handlungen, Deductionen, Urtheile derer höchsten Reichs-Gerichte, Verträge und anderer Staats-Schrifften und Urkunden … Erster Theil. Knoch und Eßlinger, Frankfurt a. M. und Leipzig, 1756, S. 27–90 (online).
- (anonym): Abgemüßigte Widerleg- und Beantwortung einer im Druck erschienenen Deduction unter dem Titul: Sublimis Statuum S.R.I. Advocatia patrimonialis & ecclesiastica Ordinaria, quae vigore Superioritatis territorialis eis competit … o. O. 1759 (online).